# Lakamapur, Dharwad
Lakamapur là một làng thuộc tehsil Dharwad, huyện Dharwad, bang Karnataka, Ấn Độ.